# Luni
Luni (Ortonovo jusqu'en 2017) est une commune italienne de la province de La Spezia, dans la région de Ligurie.

## Administration
| Période                                  | Période | Identité | Étiquette | Qualité |
| ---------------------------------------- | ------- | -------- | --------- | ------- |
|                                          |         |          |           |         |
| Les données manquantes sont à compléter. |         |          |           |         |

### Hameaux
Casano, Casano alto, Dogana, Isola, Luni, Luni antica (l'antique Luna), Nicola, Serravalle.

### Communes limitrophes
Carrare, Castelnuovo Magra, Fosdinovo, Sarzana.